# Contea di Crawford (Arkansas)
La contea di Crawford, in inglese Crawford County, è una contea dello Stato dell'Arkansas, negli Stati Uniti. La popolazione al censimento del 2000 era di 53 247 abitanti. Il capoluogo di contea è Van Buren. Il nome le è stato dato in onore a William Harris Crawford, segretario del dipartimento per la guerra.

## Geografia fisica
La contea si trova nella parte occidentale dell'Arkansas. L'U.S. Census Bureau certifica che l'estensione della contea è di 1565 km², di cui 1542 km² composti da terra e i rimanenti 23 km² composti di acqua.

### Contee confinanti
- Contea di Washington (Arkansas) - nord
- Contea di Madison (Arkansas) - nord-est
- Contea di Franklin (Arkansas) - est
- Contea di Sebastian (Arkansas) - sud
- Contea di Le Flore (Oklahoma) - sud-ovest
- Contea di Sequoyah (Oklahoma) - ovest
- Contea di Adair (Oklahoma) - nord-ovest

### Principali strade ed autostrade
- Interstate 40
- Interstate 540
- U.S. Highway 64
- U.S. Highway 71
- Highway 59
- Highway 60

## Storia
La Contea di Crawford venne costituita il 18 ottobre 1820.

## Città e paesi
- Alma
- Cedarville
- Chester
- Dyer
- Kibler
- Mountainburg
- Mulberry
- Rudy
- Van Buren